# تیپ ۱۳۰ پیاده بجنورد

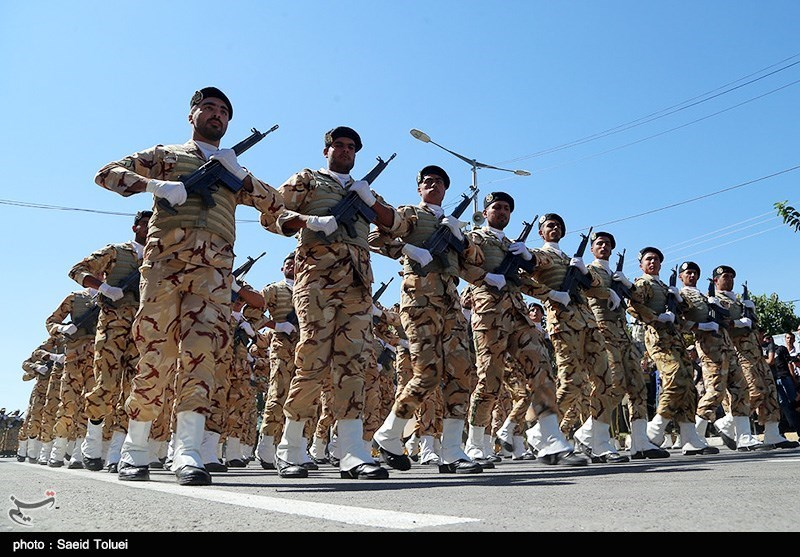
رژه سربازان تیپ ۱۳۰ پیاده به‌مناسبت سالگرد جنگ ایران و عراق در سال ۱۳۹۷، بجنورد

تیپ ۱۳۰ پیاده بجنورد با نام رسمی تیپ ۱۳۰ متحرک هجومی شهید دلجویان  از تیپ‌های پیاده‌نظام نیروی زمینی ارتش جمهوری اسلامی ایران، تحت امر قرارگاه منطقه‌ای شمال‌شرق نزاجا است، که پادگان و ستاد فرماندهی آن در شهر بجنورد، استان خراسان شمالی مستقر می‌باشد. تیپ ۱۳۰ پیاده بجنورد در خلال جنگ ایران و عراق، از یگان‌های عمل‌کننده ارتش جمهوری اسلامی ایران و تحت امر لشکر ۳۰ پیاده گرگان بود که با انتقال ستاد لشکر گرگان به بیرجند به صورت تیپ مستقل ذیل قرارگاه منطقه‌ای شمال‌شرق نزاجا قرار گرفت. 
 هم‌اکنون سرهنگ غلامحسین شیردل فرماندهی تیپ ۱۳۰ پیاده بجنورد را برعهده دارد.